# غافين روبنسون
غافين روبنسون (بالإنجليزية: Gavin Robinson)‏ هو محام بالقضاء العالي وسياسي بريطاني، ولد في نوفمبر 1984 في بلفاست في المملكة المتحدة. نشط حزبياً في الحزب الديمقراطي الاتحادي. في الانتخابات العامة في المملكة المتحدة 2015، انتخب عضو برلمان المملكة المتحدة الـ56 عن دائرة بلفاست الشرقية وقد انضم خلال فترته النيابية ‏ (8 مايو 2015 – 3 مايو 2017)  للكتلة البرلمانية الحزب الديمقراطي الاتحادي وفي الانتخابات التشريعية البريطانية 2017، انتخب عضو برلمان المملكة المتحدة الـ57 عن دائرة بلفاست الشرقية وقد انضم خلال فترته النيابية ‏ (8 يونيو 2017 – )  للكتلة البرلمانية الحزب الديمقراطي الاتحادي.